# آنت دوتز
آنت دوتز (هلندی: Annette Duetz؛ زادهٔ ۲۹ ژوئن ۱۹۹۳) قایقران قایق بادبانی اهل هلند است.